# Kevin Rowland
Kevin Rowland (né le 17 août 1953 à Wolverhampton, dans le Staffordshire) est un artiste anglais qui a notamment été le chanteur du groupe Dexys Midnight Runners au début des années 1980.

## Biographie
Kevin Rowland grandit à Birmingham et passe une adolescence agitée marquée par plusieurs condamnations pénales. Son frère ainé tente de le sortir de la délinquance en l'initiant à la guitare. Au début des années 1970, il monte un groupe de rock qui joue du Roxy Music: Lucy & the Lovers. Fasciné par la vague du punk rock qui déferle sur l'Angleterre,  il forme ensuite le groupe punk The Killjoys, qui enregistre un 45 tours et deux Peel Sessions, avant de fonder Dexys Midnight Runners.
Après la séparation du groupe, en 1987, Rowland sort un album solo, The Wanderer qui est un échec commercial. Il attendra le 21 septembre 1999 pour sortir My Beauty, recueil de reprises de titres classiques, dont The Long and Winding Road des Beatles. Kevin Rowland apparaît vêtu d'une robe sur la pochette de cet album.